# Al-Qaida

Flagge von al-Qaida im Irak

Al-Qaida, auch al-Kaida (arabisch القاعدة, DMG al-qāʿida alˈqaːʕɪda ‚die Basis‘, ‚das Fundament‘; in Verlautbarungen auch Tanzīm Qāʿidat al-Dschihād / تنظيم قاعدة الجهاد / tanẓīm qāʿidat al-ǧihād / ‚Organisation der Dschihad-Basis‘), ist ein loses, weltweit operierendes Terrornetzwerk meist sunnitisch-islamistischer Organisationen, das seit 1993, meist in Verbindung mit Bekennerschreiben, zahlreiche Terroranschläge in mehreren Staaten verübt hat und mit zahlreichen weltpolitischen Ereignissen im Zusammenhang steht. Viele der von dem Netzwerk verübten Anschläge gelten als terroristischer Massenmord an Zivilisten.
In der Weltöffentlichkeit wurde die Organisation erstmals nach den Terroranschlägen auf die Botschaften der Vereinigten Staaten in Daressalam und Nairobi wahrgenommen. Seit den Terroranschlägen vom 11. September 2001 bestimmt sie als eine permanente islamistische Bedrohung das Weltgeschehen mit. Erklärtes Ziel von al-Qaida ist die Errichtung eines alle islamischen Länder und Gebiete sowie weitere Territorien umspannenden Gottesstaats für alle „Rechtgläubigen“.
Zwischenzeitliche Ziele bestehen darin, die westlichen Staaten zu bekriegen, von denen sie annimmt, dass diese eine weltweite antiislamische Verschwörung anführen, sowie die Vernichtung Israels herbeizuführen.
Al-Qaida wird von den Vereinten Nationen als terroristische Vereinigung betrachtet, und Mitgliedstaaten sind verpflichtet, Sanktionen gegenüber Individuen und Vereinigungen durchzusetzen, die mit ihr in Verbindung stehen. Außerdem wird al-Qaida von der Europäischen Union, ihren Mitgliedern, sowie zahlreichen weiteren Staaten und Organisationen als Terrororganisation eingestuft. Al-Qaida wird unter anderem von Deutschland durch den deutschen Verfassungsschutz und in den Vereinigten Staaten als erste transnationale terroristische Vereinigung beurteilt und von diesen beiden Staaten als „Prototyp“ für diese Art von Terrorismus angesehen.
Der Gründer und ideologische Anführer der Organisation, Osama bin Laden, wurde am 2. Mai 2011 bei der Operation Neptune’s Spear in Abbottabad, rund 50 km von der pakistanischen Hauptstadt Islamabad entfernt, durch amerikanische Einsatzkräfte getötet. Dessen Nachfolger Aiman az-Zawahiri starb am 31. Juli 2022 in Kabul bei einem durch die CIA gezielt auf ihn durchgeführten Drohnenangriff.

## Schreibweise und Aussprache
Bisher ist im Deutschen keine einheitliche Schreibung des Namens zu beobachten. Der Duden verzeichnet die Schreibungen Al Kaida und al-Qaida, verweist jedoch auf den Haupteintrag El Kaida. In der deutschsprachigen Presse finden sich weitere Schreibungen, wie etwa Al-Kaida, al-Kaida oder al-Qaeda (so auch häufig in den US-Medien). Die deutschsprachigen Nachrichtenagenturen haben sich zwischenzeitlich auf die Schreibweise Al-Kaida verständigt. Der Grund für die vielen Varianten liegt in der Problematik der Transkription aus dem Arabischen, der erste Konsonant (Qāf) wird im Deutschen üblicherweise dem K zugeschlagen, obwohl die Deutsche Morgenländische Gesellschaft ihn seit jeher als Q wiedergibt, im Englischen wird konsequent der Buchstabe Q verwendet, der dort außer in dem traditionellen Digraph QU immer für diesen arabischen Buchstaben und ähnliche Laute in anderen Sprachen steht.
Da der Name zwei der deutschen Sprache (und vielen anderen Sprachen) fremde Laute besitzt (das angesprochene Qāf und das ʿAin), ist die korrekte Aussprache für Nichtmuttersprachler des Arabischen schwierig. Das Qāf ([q], ق) unterscheidet sich vom k dadurch, dass der Verschluss weiter hinten liegt, an der Stelle, wo im Standarddeutschen und Schweizerdeutschen der ach-Laut artikuliert wird, das Ain ([ʕ], ع) ist ein stimmhafter Pharyngal oder Rachenlaut (ähnlich einem absolut nicht gerollten r in „Härte“), der von dem Langvokal a in den Kurzvokal i überleitet. Die Vokale a und i werden zusammen als Diphthong gesprochen, wobei das a jedoch deutlich länger zu sprechen ist als das i. Das i kann als kurzes e gesprochen werden, um den Einfluss des Ain nachzuahmen. Es ergibt sich somit die Aussprache al qaaida oder al qaaeda, die Betonung liegt jeweils auf der Silbe kaa.

## Hintergrund

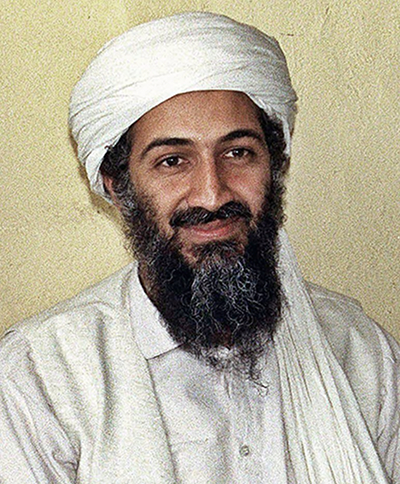
Osama bin Laden Gründer und Anführer von al-Qaida bis zu seinem Tod am 2. Mai 2011

Die Entstehung von al-Qaida ist verknüpft mit dem Einsetzen des Islamischen Erwachens zu Beginn der 1970er Jahre. Ideologisch wurde die Bewegung zu einem großen Teil von Sayyid Qutbs Schriften beeinflusst, insbesondere von seiner Kampfschrift Zeichen auf dem Weg. Nach den Worten von Mohammed Jamal Chalifa (1957–2007), einem Schulfreund und Verwandten von Osama bin Laden, prägte die Lektüre von Qutbs Büchern seine ganze Generation. Den bedeutendsten Einfluss innerhalb von Qutbs Ideologie übte dabei seine Anschauung aus, dass viele Menschen, die sich als Muslime bezeichnen, eigentlich Gottesleugner seien.
Der palästinensische Theologe Abdallah Azzam warb seit Anfang der 1980er Jahre von Pakistan aus um finanzielle und personelle Unterstützung für den Kampf der Mudschahedin gegen die sowjetische Besetzung Afghanistans und lieferte auch eine ideologische Fundierung für den Dschihad in Afghanistan.
1983 erschien in der kuweitischen Zeitschrift al-Mudschtamaʿ ein Fatwa von ihm, in der er die Unterstützung dieses Kampfes zur Pflicht für jeden Muslim erklärte. Dies ist auch das Thema seiner 1984 veröffentlichten Schrift mit dem Titel „Die Verteidigung des Landes der Muslime ist die wichtigste der persönlichen Pflichten“ (Ad-difāʿ ʿan arāḍī al-muslimīn ahamm furūḍ al-aʿyān).
Zusammen mit Osama bin Laden eröffnete Abdallah Azzam 1984 in Peschawar ein Dienstleistungsbüro, um die aus den verschiedenen arabischen Ländern kommenden jungen Männer aufnehmen, betreuen und organisieren zu können, die nach Afghanistan in den Dschihad gehen wollten.

## Namensgebung
In einer Broschüre mit dem Titel „Schließ dich der Karawane an!“ (Ilḥaq bi-l-qāfila) rief Abdallah Azzam im April 1987 dazu auf, eine „feste Basis“ (qāʿida sulba) zur Verbreitung des Islams zu gründen. Ein Jahr später veröffentlichte er in seiner Zeitschrift al-Dschihad einen Artikel mit dem Titel Die feste Basis (al-qāʿida as-sulba), in dem er die Befürchtung äußerte, die USA könnten sich später „der Früchte dieses wunderbaren Dschihads“ bemächtigen und „verhindern, dass Gesetze gemäß dem Buch Gottes erlassen werden.“ „Die feste Basis“, so schrieb er, widersetze sich internationalem Druck und habe beschlossen, „ihren kräftezehrenden Marsch auf einem Weg voller Blut, Schweiß und Tränen fortzusetzen.“ Die Muslime sollten die „feste Basis“ durch Geldspenden und unter eigenem Lebenseinsatz unterstützen und den Dschihad so lange fortsetzen, „bis zum letzten Menschen oder bis wir den islamischen Staat sehen.“
Der Ausdruck „die feste Basis“ al-qāʿida as-sulba, im Westen verkürzt als „al-Qaida“ bekannt, wurde namengebend für die Gruppe von Kämpfern, die nach dem Ende des Afghanistan-Einsatzes den Dschihad mit Osama bin Laden fortsetzen wollten und den anderen Dschihadistischen Gruppierungen. Der in Syrien geborene US-amerikanische Staatsbürger Mohammed Loay Bayazid (auch bekannt als Abu Rida al Suri), einer der Teilnehmer der Zusammenkunft der Führer der „arabischen Afghanen“ in Peschawar am 11. August 1988, bei der die Gruppe gegründet wurde, bezeichnete sie von Anfang an mit dem Namen al-Qaida. Auch wurde „al-Qaida“ zur Bezeichnung für den Ausbildungsstützpunkt, von dem Osama bin Ladens Kämpfer operierten. Osama bin Laden wandte sich später mit seinem Kampf vor allem gegen die Präsenz der Amerikaner in seiner Heimat Saudi-Arabien. Azzam spielte dagegen keine Rolle mehr. Er kam 1989 bei einem Anschlag in Peschawar ums Leben.
In der Folge der Terroranschläge auf die Botschaften der Vereinigten Staaten in Dar-es-Salam und Nairobi am 7. August 1998 tauchte der Name „al-Qaida“ erstmals in westlichen Medien auf. So berichtete CNN am 29. August 1998 von Mohamed Saddiq Odeh, der dem FBI von Ausbildungslagern der internationalen Terrorgruppe „al-Qaida“ erzählte, die von bin Laden angeführt sei. Odeh wurde durch seine Rolle in den Anschlägen auf die Botschaften zu einer lebenslangen Haftstrafe verurteilt.
Der Begriff „al-Qaida“ wurde auch für eine von bin Laden geführte Datenbank verwendet, in der alle Dschihad-Kämpfer verzeichnet sind, die seine Lager passiert hatten.

## Organisationsstruktur
Bis zum 11. September 2001 galt die Struktur als stark zentralisiert mit klarer Hierarchie, die vom Saudi Osama bin Laden und dessen Stellvertreter, dem Ägypter Aiman az-Zawahiri ausging. Doch bereits zu Lebzeiten beider Personen nahm der deutsche Verfassungsschutz im Jahr 2005 an, dass eine zentrale Führung aufgrund des Fahndungsdruckes nicht mehr möglich war, und bezeichnet al-Qaida als „virtuelle Organisation, die Impulse für die jeweils Agierenden setzt“.
Auch andere Beobachter sahen al-Qaida Mitte der 2000er Jahre als Dachverband, unter dessen Namen sich weitgehend autonome Gruppen mit ähnlicher Ideologie und überlappenden Zielen versammeln.
Laut einem Terrorismusforscher hat die dezentrale Organisation innerhalb der al-Qaida zur Folge, dass der Tod der beiden ideologischen Führer im Jahr 2011 (Bin Laden) und 2022 (az-Zawahiri) keine schwerwiegende nachteilige Auswirkung auf die Organisation hat.
Stand August 2022 hat das führerlose „Splitternetzwerk“ „autonome Ableger“ unter anderem in Mali, Somalia und im Maghreb (al-Qaida im Maghreb). Geduldet wird die Organisation auch im Islamischen Emirat Afghanistan. Eine Bekämpfung von al-Qaida ist nach Ansicht des ägyptischen Forschungsinstituts Al-Ahram Center for Political and Strategic Studies schwer, weil die Organisation Schläferzellen in „Bergen, Höhlen oder unter der Zivilbevölkerung in Städten“ unterhält.

## Finanzierung und Rekrutierung
Die al-Qaida finanziert sich durch Geldwäsche, Drogenanbau und Schmuggel und Geiselnahmen.
Soziale Onlinenetzwerke werden zur Rekrutierung genutzt.

## Mitglieder
Der Gründer und Anführer der Organisation war über lange Jahre hinweg der aus einer einflussreichen saudi-arabischen Familie stammende ehemalige Bauunternehmer Osama bin Laden. Jahrelang vor allem über das Internet verbreitete Gerüchte, Osama bin Laden sei tot, bestätigten sich nicht, bis er am 2. Mai 2011 bei einer US-Aktion getötet wurde. Allerdings wird angenommen, dass bin Laden zuletzt die Organisation nicht mehr direkt leitete, sondern diese Funktion Aiman az-Zawahiri übernommen hatte. Als vom „Generalkommando“ von al-Qaida offiziell bestimmter Nachfolger leitete az-Zawahiri die Organisation bis zu dessen Tötung am 31. Juli 2022 durch einen durch die CIA durchgeführten Drohnenangriff.
Zu den weiteren Führungskräften zählen bzw. zählten:
- Chalid Scheich Mohammed
- Abu Faradsch al-Libi

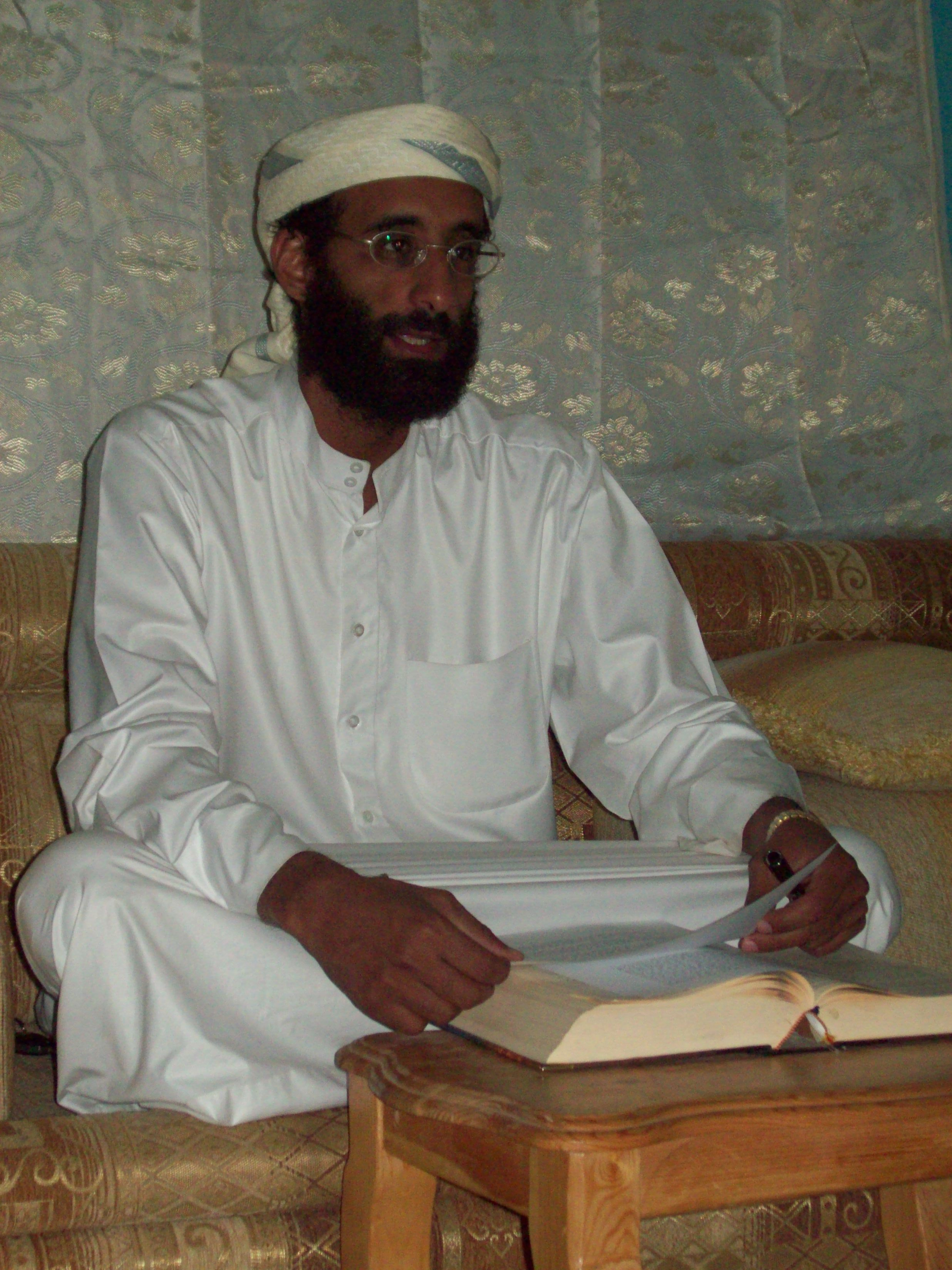
Anwar al-Awlaki galt als das ranghöchste Mitglied des Netzwerks mit US-Staatsbürgerschaft. Er wurde im September 2011 bei einem Luftangriff im Jemen getötet.

- Abu Laith al-Libi, getötet 2008 durch eine Predator-Drohne.
- Abu Yahya al-Libi, getötet 2012 bei einem Drohnenangriff.
- Anwar al-Awlaki, getötet 2011 bei einem Drohnenangriff im Jemen.
- Yasir al-Dschaziri
- Abu Ubaida al-Banschiri, getötet 1996 bei dem Untergang der Bukoba auf dem Viktoriasee.
- Baitullah Mehsud, getötet 2009 bei einem US-Drohnenangriff im pakistanischen Waziristan zusammen mit seiner Frau, seinem Schwager und sieben Leibwächtern.
- Abdul Hadi al-Iraqi
- Abu Mohammed al-Afri
- Mohammed Atef, getötet 2001 durch einen Raketenangriff in Kabul.
- Sheikh Fateh, getötet 2010 bei einem Drohnenangriff zwischen Afghanistan und Pakistan.
- Mustafa Abu l-Yazid, getötet 2010 bei einem Drohnenangriff.
- Fazul Abdullah Muhammad, getötet 2011 bei einem Feuergefecht in Mogadischu.
- Abu Hamza Rabi’a, getötet 2005 bei einem Drohnenangriff.
- Atijah Abd al Rahman, getötet 2011 in Pakistan durch einen Drohnen-Angriff der CIA.
- Abu Hafs al-Schahri, getötet wahrscheinlich 2011 bei einem Angriff der CIA mit einer Drohne im Stammesgebiet Nord-Waziristan.[30]
- Abdullah Ahmed Abdullah, getötet 2020 bei einer Geheimdienstaktion des Mossad in Teheran

Andere bekannte Mitglieder sind bzw. waren:
- Abu Isa al-Hindi
- Abu Musab az-Zarqawi, getötet 2006 bei Baquba bei einem Luftangriff amerikanischer Truppen.
- Abu Umar al-Kurdi, hingerichtet 2007 in Bagdad.
- Ahmad Chalfan al-Ghailani
- Ali Mohammed
- Faris az-Zahrani, hingerichtet 2016 in Saudi-Arabien
- Abdul Hamid al-Matar, Al-Qaida Anführer in Syrien, im Oktober 2021 getötet[31]
- Mohamedou Ould Slahi
- Mohammed Atta, Selbstmordattentäter am 11. September 2001.
- Abdulaziz al-Omari, Selbstmordattentäter am 11. September 2001.
- Marwan Alshehhi, Selbstmordattentäter am 11. September 2001.
- Hani Handschur, Selbstmordattentäter am 11. September 2001.
- Ziad Jarrah, Selbstmordattentäter am 11. September 2001.
- Ramzi Ahmed Yousef
- Ramzi Binalshibh
- Scharif al-Misri
- Said Bahaji
- Zakariya Essabar
- Mounir al-Motassadeq
- Muhammad Haidar Zammar

## Ideologie und Motivation
Grundsätzlich handelt es sich bei der von al-Qaida vertretenen Ideologie um eine extreme Form des Islamismus, genauer gesagt um Qutbismus, der den Dschihad gegen angeblich un- bzw. antiislamisch handelnde Länder, Regierungen, Religionsgemeinschaften und Volksgruppen als einzige Möglichkeit sieht, die Interessen des Islam zu vertreten. Im Sinne der Schriften von Sayyid Qutb geht Al-Qaida davon aus, dass die einzige Antwort darauf, dass der Islam die ihm zustehende Rolle in der Welt nicht erfüllen kann, eine Verschwörung weiter Teile der Welt gegen den Islam ist, welche von Israel, den USA und den westeuropäischen Ländern geführt wird. Weiter ist al-Qaida davon überzeugt, dass, solange Israel existiert und politische sowie kulturelle Einflüsse aus dem Westen die muslimische Gesellschaft unterwandern, der Islam nicht geeint werden kann.
Als Legitimation für ihr Handeln sieht al-Qaida verschiedene religiöse Lehren und Botschaften, die sie aus dem Koran entnimmt. Hierfür beruft sie sich vor allem auf die sogenannte Urform des Islams, bei der laut Interpretation das Hauptaugenmerk auf dem Krieg gegen die Ungläubigen, deren Bekehrung und der Einigung aller Muslime unter einem gemeinsamen Kalifat liegt. In weiten Teilen der Organisation ist unter anderem ein aus dem jahrzehntelangen Kampf mit Israel resultierender grundsätzlicher Antisemitismus zu beobachten. Einige al-Qaida-Mitglieder wie Mohammed Atta haben oder hatten darüber hinaus ein dem Nationalsozialismus ähnliches Weltbild (Beispiel: Terroranschläge am 11. September 2001, bei denen New York als vermeintliches Zentrum des „Weltjudentums“ als Ziel ausgewählt wurde). In diesem Weltbild gelten Juden als nicht bekehrbare Ungläubige oder gar Antimoslems, welche die demokratisch liberalistischen Länder und früher auch die sozialistischen Staaten kontrollierten und diese gegen den Islam wenden. Die beiden angeblich von dem vermeintlichen Urfeind geschaffenen und kontrollierten Systeme sind die erwählten Erzfeinde von al-Qaida. Al-Qaida bekämpft diese beiden Ideologien weniger für das, was sie tun, als für das, was sie verkörpern: den Sozialismus für die von ihm gepredigte Gleichstellung aller Menschen und vor allem für den von seinen Anhängern bevorzugten Atheismus und die westlich liberalen Länder für ihre als ungezügelt und religionslos gesehenen Gesellschaften.
Osama bin Laden erklärte bei einem Interview 1999, für ihn und seine Anhänger gebe es keine Zivilisten, sondern nur Feinde, die ausnahmslos zu töten die heilige Pflicht eines jeden Muslims sei.
Die ersten Anschläge wurden bereits in den 1990er Jahren verübt. Die Antiterror-Operationen der Clinton-Regierung begannen danach und führten nach den Terroranschlägen auf die Botschaften der Vereinigten Staaten in Daressalam und Nairobi zu Luftangriffen auf al-Qaida-Stützpunkte im Sudan und Afghanistan. 2000 konnte ein Anschlag von Islamisten auf den Straßburger Weihnachtsmarkt durch deutsche Sicherheitsbehörden vereitelt werden. Eine ursprünglich vermutete Verbindung zum Terrornetzwerk al-Qaida konnte vor Gericht nicht bewiesen werden. Grund für diesen Anschlagsversuch war, dass Deutschland, abgesehen von den USA, der engste Verbündete Israels ist. Des Weiteren wird, wie in anderen europäischen Ländern, die als freizügig, sündig und ordinär empfundene Lebensweise (unehelicher Geschlechtsverkehr, Alkoholkonsum, legale Homosexualität) als Zumutung für die in Deutschland lebenden Muslime gewertet.
Al-Qaida setzt auch auf Propaganda, vor allem in arabischen und muslimischen Gesellschaften. Sie sieht Gewaltakte als Mittel, alle Muslime im „Befreiungskampf“ gegen die Dominanz des Westens zu vereinen. Dabei werden Terrorakte auch gegen moslemische Zivilisten als „Kollaborateure“ oder als zufällige Terroropfer mit in Kauf genommen. Hauptkampfgebiet ist nach den letzten Aufrufen bin Ladens der Irak, die überwiegende Anzahl der Opfer wie die Täter selbst sind Angehörige des Islam. Neuartig ist dabei die Legitimation von Selbstmordanschlägen, die früher aufgrund religiöser Vorbehalte nicht verbreitet waren.
Al-Qaida findet bei Irakern selbst nur wenig Rückhalt und wird insbesondere von ausländischen Terroristen getragen. Die Vereinigung findet in Pakistan, Indonesien und Saudi-Arabien stärkere Unterstützung. Neben politischen Ursachen wie andauernde Bürgerkriege, traditionelle Unterdrückung, langandauernde Tradition von Sklaverei, Menschenhandel und Frauenverachtung werden zudem oder im Gefolge besonders strenge Auslegungen des Islams wie der Wahhabismus und rückständige Stammeskulturen wie das Paschtunwali als ursächlich gesehen.
Vordenker von al-Qaida berufen sich auch auf islamistische Vorgaben, nach der jede Staats- und Gesellschaftsform außerhalb der Schari’a verwerflich und es deswegen legitim sei, die Welt der „Ungläubigen“ mit Terrorakten zu zerstören. Die Attentäter sind zumeist junge Männer aus ärmlichen Verhältnissen. Andere Attentäter, besonders bei wichtigen Operationen wie am 11. September 2001, sind gut ausgebildete Akademiker. Einige der Leiter und Anführer, so der Gründer und Symbolfigur Osama bin Laden, haben einen großbürgerlichen Hintergrund.
Insbesondere im Irak werden die westlichen Soldaten auch als „Kreuzritter“ bezeichnet. Hintergrund sind die Nachwirkungen des Massakers von Maarat an-Numan (1098).

## Strategische Ziele

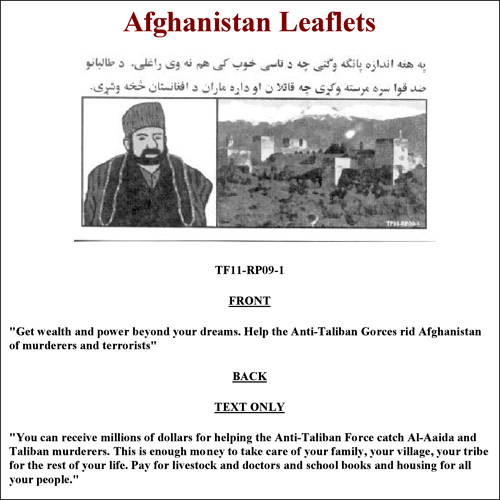
Kopfgeld-Flugblatt

Die Endziele von al-Qaida sind langfristig, mit ihrem Erreichen rechnet das Netzwerk erst in Jahren oder Jahrzehnten. Das Hauptmotiv ist nicht zwingend, diese Ziele selbst durchzusetzen, sondern eine Kette von Ereignissen in Gang zu setzen, welche letzten Endes zum gewünschten Ergebnis führen soll. Weil der harte Kern von al-Qaida im Verborgenen arbeitet und unter anderem False-Flag-Operation durchführt, sind ihre tatsächlichen Ziele schwer zu bestimmen. Hinzu kommen die Verbindungen zu anderen islamistischen Bewegungen, die auch eigenständige Interessen verfolgen.
Osama bin Laden, Chalid Scheich Mohammed, Aiman az-Zawahiri und andere al-Qaida-Führer haben jedoch Ziele geschaffen, welche das Netzwerk mit allen ihm zur Verfügung stehenden Mitteln zu erreichen versucht.
Einen großen Teil ihrer Anstrengungen verwendet al-Qaida auf den Krieg bzw. Dschihad gegen den Westen, da dieser durch seine wirtschaftliche und machtpolitische Dominanz das Haupthindernis für alle folgenden Schritte sei. Außerdem betrachtet sie die Zusammenarbeit und Unterstützung einiger westlicher Staaten (vor allem der Vereinigten Staaten und Frankreichs) von einigen arabischen Ländern (Jordanien, Saudi-Arabien, Vereinigte Arabische Emirate, Libanon) als Einmischung in innerarabische Angelegenheiten, deren Zweck es sei, die Einigung der islamischen Welt zu verhindern und die Position Israels zu stärken. Diesen Krieg führt al-Qaida vor allem mit terroristischen Anschlägen gegen zivile Ziele in den Zielländern, um dadurch die Bevölkerung zu terrorisieren, das Land politisch zu destabilisieren und die Wirtschaft zu schädigen. Häufig sind auch Touristen in muslimischen Ländern das Ziel von Anschlägen.
Eng damit verknüpft ist der Angriff auf die sich ausbreitende westliche Lebensweise und den Export von Wertvorstellungen in den islamischen Kulturraum. Angestrebtes Ziel ist hierbei die Bewahrung der muslimischen Gesellschaft vor westlichen Einflüssen (nicht auf der Scharia beruhender Rechtsprechung, die Möglichkeit für muslimisch geborene Menschen, ihre Religion frei zu wählen, Gleichstellung der Geschlechter, sich in der Öffentlichkeit unverhüllt zeigende Frauen, Alkoholkonsum, legale Homosexualität, unehelicher Geschlechtsverkehr, …).
Zu den zwischenzeitlich gewünschten Ergebnissen gehört neben der erfolgreichen Ausführung von Terroranschlägen die Positionierung von Schläfern in gegnerischen Strukturen, möglichst in Schlüsselpositionen oder Anwerbung von Gleichgesinnten, die bereits in entsprechenden Positionen sind (wie z. B. Nidal Malik Hasan) und der weltweite Zusammenschluss und die Vernetzung von islamistischen und dschihadistischen Bewegungen und Gruppen (Enger Kontakt zu lokalen Machthabern wie den Taliban, gemeinsame Operationsplanung und abgestimmte Aktionen mit bereits in das Netzwerk eingebundenen Terrororganisationen wie der Laschkar e-Taiba oder Abu Sajaf).
Al-Qaida bekämpft auch alle nichtstaatlichen Organisationen, die eine Bedrohung für al-Qaida und ihre Ziele darstellen. Das gilt insbesondere für Interpol und die Vereinten Nationen. Diese vor allem, weil die UN als Bewahrer der bestehenden Verhältnisse und mit ihren Friedensbemühungen die Ziele von al-Qaida gefährdet. So haben UN-Programme in Somalia wie die Friedensmissionen in den frühen Neunzigern UNOSOM I, UNOSOM II, sowie die Organisation der somalischen UN-Übergangsregierung mitverhindert, dass die islamistische, al-Qaida nahestehende Bewegung in Somalia die vollständige Kontrolle im Land übernimmt. Weiters haben die Vereinten Nationen zahlreiche Resolutionen zur Eindämmung des transnationalen Terrorismus von al-Qaida erlassen (Verpflichtung von UN-Mitgliedstaaten Sanktionen gegen Personen durchzusetzen, die mit al-Qaida in Verbindung stehen, Liste von al-Qaida-Mitgliedern, ISAF-Einsatz, Bestimmungen gegen die Ausbreitung von Massenvernichtungswaffen).
Basen für all diese Aktionen sind oft islamistische Staaten wie früher der Sudan oder Afghanistan oder entlegene Stammesgebiete wie aktuell der Nordjemen oder die Paschtunenregion und weitere Regionen in Pakistan, wo sie insgeheim von Teilen des von Islamisten unterwanderten pakistanischen Geheimdienstes ISI unterstützt wird. In vielen Fällen sind die Basen auch in Großstädten wie Lahore, Karatschi oder Bagdad. In nicht wenigen Fällen befindet sich die internationale Kommandozentrale für große Operationen in westlichen Großstädten wie für die Terroranschläge am 11. September 2001 in Hamburg oder bei den Vereitelten Anschlägen auf transatlantische Linienflüge in London. Andere Zellen von al-Qaida operieren wie bei den vereitelten Anschlägen in Deutschland 2007 von einem Dorf im Sauerland aus und sind nur über einen Verbindungsmann mit dem restlichen Netzwerk verbunden. Nichtsdestotrotz sind für al-Qaida Basen in islamistischen Ländern am vorteilhaftesten, doch seit den Luftangriffen der USA auf Ziele im Sudan und Afghanistan 1998 und dem Sturz der Taliban 2001 stehen ihr keine von Regierungen gebilligten Basen mehr zur Verfügung (zumindest keine bekannten). Deshalb besteht eines der Hauptziele von al-Qaida darin, die Installierung islamistischer Regime in politisch instabilen moslemischen Staaten voranzutreiben, um diese als Basen für alle folgenden Aktionen nutzen zu können.
Eines der wichtigsten Ziele ist der Sturz des saudischen Königshauses und aller anderen Regierungen in mehrheitlich muslimischen Ländern, die nicht nach islamischen Prinzipien regiert werden oder mit nicht islamischen Mächten zusammenarbeiten oder befreundet sind (Jordanien, Pakistan, Ägypten …): Anschließend folgt die Durchsetzung des auf dem Koran basierenden islamischen Rechts (Scharia) in allen moslemischen Ländern.
Seit den frühen 1990er-Jahren ist al-Qaida eng mit muslimischen separatistischen Gruppierungen vernetzt, deren Ziele sich mit denen von bin Ladens Netzwerk überschneiden. So wird die Loslösung aller moslemischen Gebiete und Regionen aus mehrheitlich andersgläubigen Ländern (Mindanao von den Philippinen, Dagestan, Tschetschenien, Ufa, und Tatarstan von Russland, Ogaden von Äthiopien, Kosovo von Serbien…) als wichtiger Schritt zur Einigung des Islam gesehen. Während des Bosnienkrieges kam es zu zahlreichen Gräueltaten der Mudschaheddin, unter anderem unter der Führung des Oberbefehlshabers der bosnischen Armee, Rasim Delić, an Serben und Kroaten in Zentralbosnien und der Region von Ozren, siehe Mudschaheddin im Bosnienkrieg. Auf Befehl von Osama bin Laden, kämpften die al-Qaida-Anhänger während des gesamten Krieges mit der bosnischen Armee an vorderster Front. Ebenso kämpften al-Qaida-Anhänger im Kosovo an der Seite der UÇK.
Zu diesem Zeitpunkt hofft al-Qaida, dass der Westen militärisch bereits besiegt sei und wirtschaftlich am Boden liege, so dass sie damit rechnet für alle weiteren Aktionen freie Hand zu haben:
- Vor allem die Vernichtung des Staates Israel und die Vertreibung bzw. Beseitigung seiner jüdischen Bewohner.
- Die vorherige Ausschaltung bzw. Schwächung der Schutzmacht Vereinigte Staaten und ihrer Verbündeten (Frankreich, Großbritannien, Deutschland, Italien…) als potenzielle Schutzmächte.[7]
- Die Rückeroberung aller Gebiete, die jemals muslimisch waren (Andalusien, Krim…)
- Die Rückeroberung aller Gebiete, die je von islamischen Herrschern regiert wurden (Indien, Portugal, Spanien abzüglich Asturien, Sizilien, Sardinien, Korsika, Teile Ostafrikas).[7][37]
- Und zuletzt die Vereinigung all dieser Länder und Gebiete zu einem weltumspannenden, nach islamischem Recht regierten Kalifat für alle Rechtgläubigen.[4][5][6][7]

## Zugeschriebene Anschläge
Aufgrund der enormen Zahl der von al-Qaida oder ihr nahestehenden Organisationen verübten Terroranschläge und der Tatsache, dass sich al-Qaida keineswegs immer zu diesen bekennt, ist es nahezu unmöglich, eine komplette Liste der von ihr begangenen Anschläge zu erstellen. Dazu kommen noch zahlreiche, oft weitgehend unbekannte vereitelte Anschläge, wie die der Operation Bojinka.
Die folgende Liste führt deshalb nur einzelne und hierzulande bekannte Anschläge auf. Die tatsächliche Zahl der von der Bewegung weltweit verübten Terroranschläge dürfte bei mehreren Tausend liegen.
Die Anzahl der Opfer der al-Qaida-Anschläge kann kaum bestimmt werden. Insbesondere durch die Tausenden von al-Qaida selbst oder ihr nahestehenden Organisationen verübten Terroranschläge im Irak, Afghanistan, Pakistan, Nordafrika, Indien und Südostasien dürfte eine hohe fünfstellige Zahl von Menschen ihr Leben verloren haben. Die in von al-Qaida verursachten Kriegen und insbesondere Bürgerkriegen geforderte Zahl von Opfern liegt noch einmal bei weitem höher.

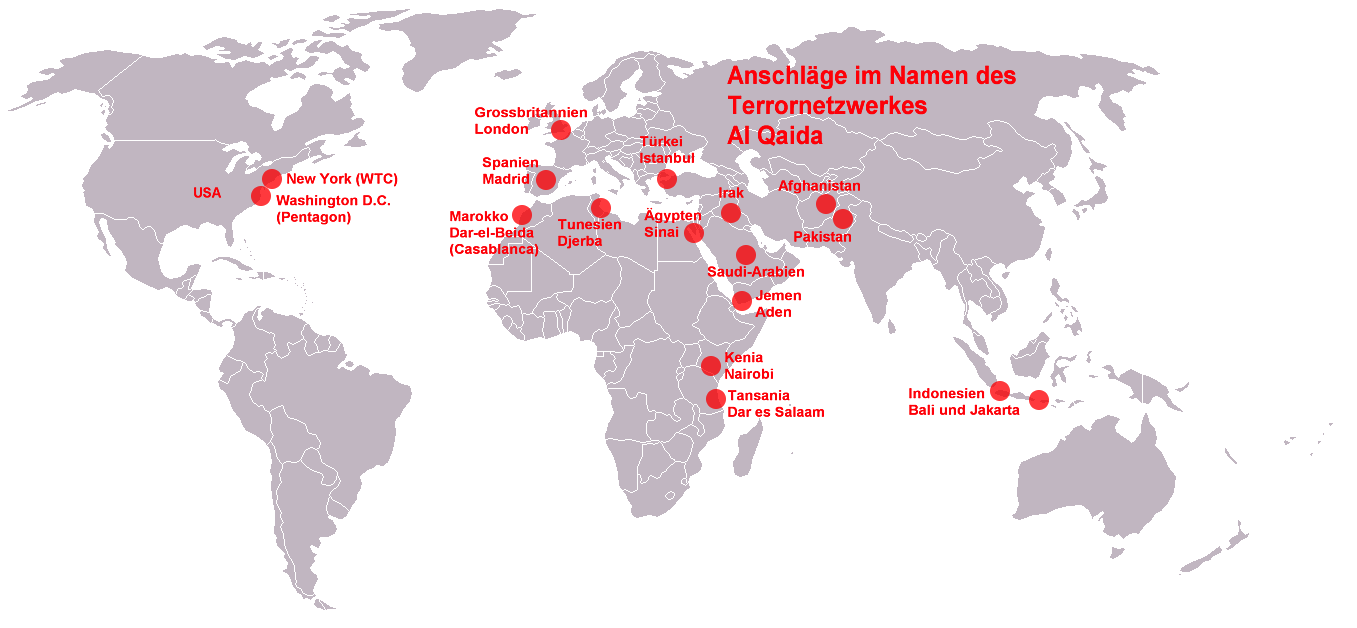
Der Terrorgruppe al-Qaida zugeschriebene Anschläge (Stand: November 2009)

### 1991
- November 1991: Der portugiesische Konvertit Paulo Jose de Almeida Santo verübt ein Attentat auf den ehemaligen König Afghanistans Mohammed Zahir Schah in seinem Exil in Rom, um zu verhindern, dass dieser nach Afghanistan zurückkehren und eine neue Regierung anführen könnte. Das Attentat schlug fehl.[38]

### 1992
- Dezember 1992: Zwei Bomben explodieren außerhalb von zwei Hotels im jemenitischen Aden. Ein Tourist und ein Angestellter eines der Hotels wurden dabei getötet. Ziel des Anschlags waren US-Soldaten, die auf dem Weg nach Somalia im Rahmen der Operation Restore Hope dort übernachteten. Wenige Tage später kündigte das US-Verteidigungsministerium an, den Jemen nicht mehr als Basis für US-Truppen zu verwenden.[39]

### 1993
- 26. Februar 1993: Bombenanschlag auf das World Trade Center 1993 in New York. Al-Qaida hatte keinen Anteil an der Planung und Durchführung des Anschlags, bin Laden rückte jedoch in den Fokus des FBI, weil er den Verteidigern in einem in Beziehung stehenden Terrorismusprozess 20.000 US-Dollar zukommen ließ.[40]

### 1994
- 10. Dezember 1994: Anschlag auf den Philippine-Airlines-Flug 434. Dem Piloten gelingt es, die schwer beschädigte Maschine zu landen. Ein Toter, zehn Verletzte.

### 1995
- 5. September 1995: Operation Bojinka wird im Vorfeld vereitelt. Geplante Ermordung von 4000 Flugzeugpassagieren durch die Sprengung von elf Passagiermaschinen über dem Pazifik, Mordplan gegen den Papst Johannes Paul II. und Tausende Jugendliche durch 20 Selbstmordattentäter während des von vier Millionen Gläubigen besuchten Weltjugendtags in Manila.
- 13. November 1995: Sprengstoffanschlag auf eine US-Militäreinrichtung in Riad (Saudi-Arabien), es werden sieben Menschen getötet.

### 1996

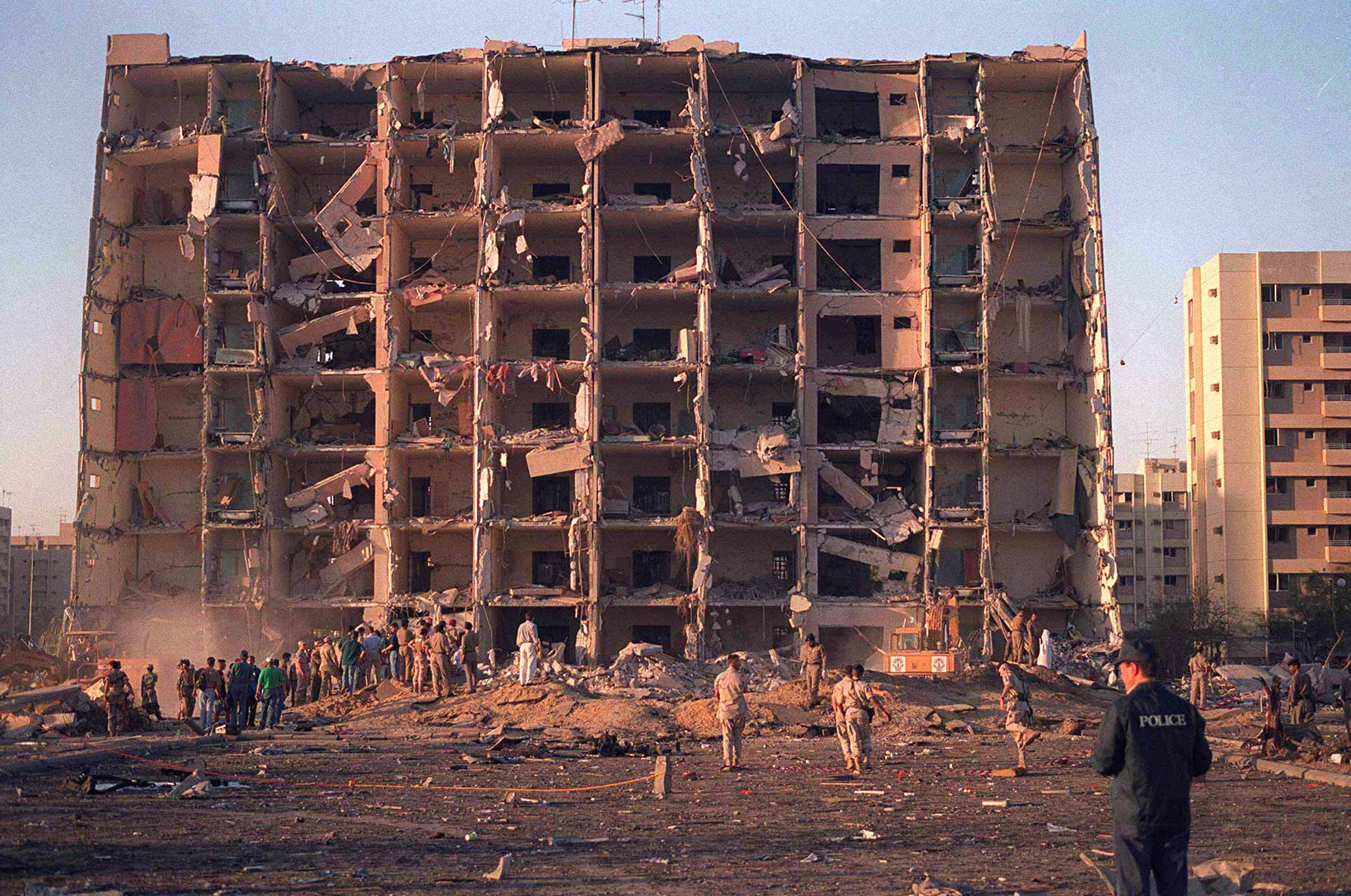
Anschlag auf den Khobar Tower 1996 in Zahran, nahe einem Luftwaffenstützpunkt der USA und Saudi-Arabiens

- 25. Juni 1996: Sprengstoffanschlag mit einem LKW auf den Khobar Tower nahe dem saudisch-amerikanischen Luftwaffenstützpunkt in Zahran (Saudi-Arabien). 19 Tote, 64 Verletzte.

### 1997
- 17. November 1997: Anschlag von Luxor 1997. Von al-Qaida finanziertes Massaker an Touristen bei Luxor in Ägypten mit 68 Toten.[41]

### 1998

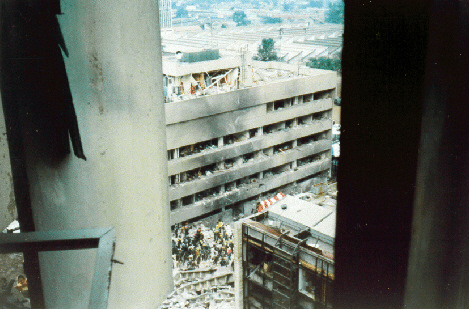
Bombenanschlag auf die US-Botschaft in Nairobi, 1998

- 7. August 1998: Bombenanschläge auf die amerikanischen Botschaften in Nairobi (Kenia) und Daressalam (Tansania). Insgesamt 224 Tote, mehrere Tausend Verletzte.[42]

### 1999
- 31. Dezember 1999 bis 1. Januar 2000: Ein Plan, am Los Angeles International Airport zum Jahrtausendwechsel eine Bombe zu zünden, wird am 14. Dezember von US-Behörden vereitelt.[43][44]

### 2000
- 12. Oktober 2000: Anschlag auf die Cole im Hafen von Aden (Jemen), 17 Tote und 39 Verletzte.
- 24. Dezember 2000: Bei landesweiten Bombenanschlägen gegen christliche Kirchen in Indonesien am Weihnachtsabend werden nach Behördenangaben mindestens 18 Menschen getötet und 100 verletzt. Die Anschläge wurden verübt von al-Qaida und Jemaah Islamiyah.[45][46][47]
- 30.–31. Dezember 2000: Bei einer Serie von Bombenanschlägen sterben in Manila mindestens 22 Menschen, 100 werden zum Teil schwer verletzt. Die Anschläge wurden ausgeführt von der Abu Sajaf.[48]

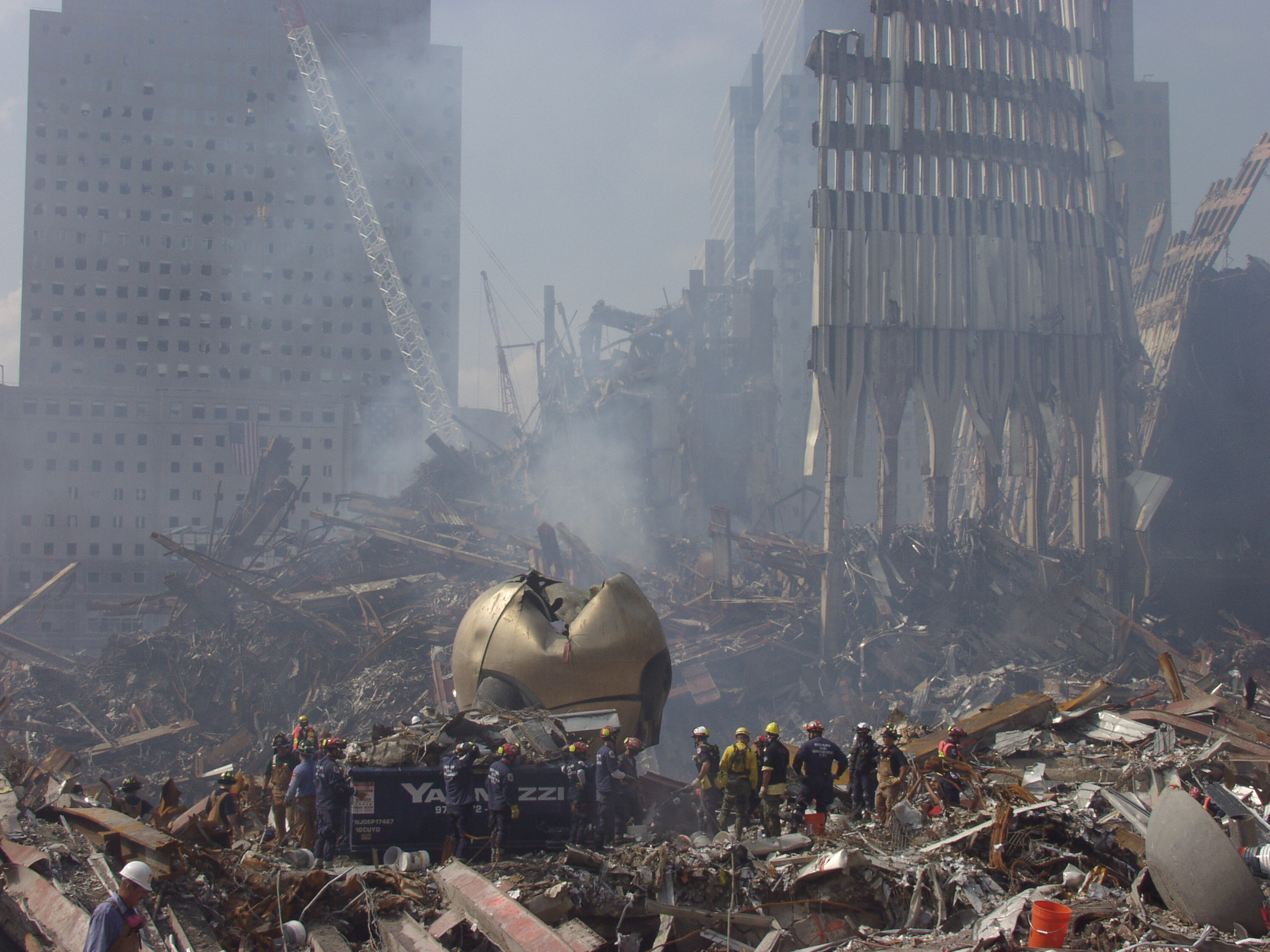
Zerstörungen in New York nach den Anschlägen vom 11. September

### 2001
- 9. September 2001: Selbstmordattentat im afghanischen Pandschschirtal auf Ahmad Schah Massoud, der wenig später seinen Verletzungen erliegt.[49]
- 11. September 2001: Terroranschläge in den Vereinigten Staaten, knapp 3.000 Tote, die Zahl der akut Verletzten liegt bei weit über 6.000, ihre genaue Zahl ist allerdings unbekannt. 17.410 Menschen konnten aus dem brennenden World Trade Center entkommen. Weitere Umstände retteten vielen Menschen das Leben; so kam das Flugzeug, das vermutlich in das Kapitol stürzen sollte, dort nie an, und die Maschine, die in das Pentagon gesteuert wurde, schlug in einen wegen Umbauarbeiten kaum genutzten Gebäudeteil ein.
- 13. September 2001: Ein Plan zum Angriff auf die US-Botschaft in Paris wird vereitelt.
- 1. Oktober 2001: Bei fünf Bombenanschlägen auf einen Komplex von Verwaltungsgebäuden in Srinagar werden 38 Menschen getötet. Ausgeführt von Jaish-e Mohammed.[50][51]
- 29. Oktober 2001: Bei einem Massaker in einer Kirche im pakistanischen Bahawalpur werden 16 Menschen getötet.
- 9. Dezember 2001: In Singapur wird ein Plan für massive Terroranschläge mit 17 Tonnen Sprengstoff und Chemikalien vereitelt. Vier Tonnen davon standen den Terroristen bereits zum Zeitpunkt der ersten Antiterroraktion der Behörden zur Verfügung. Bis Ende Dezember wurde die schon seit 1993 in Singapur aktive Schläfer-Zelle größtenteils verhaftet. Ziele waren die amerikanische und die israelische Botschaft, die Britische und Australische High Commission sowie mehrere Bürogebäude und Wolkenkratzer im Finanzdistrikt.[52]
- 22. Dezember 2001: Während des American-Airlines-Fluges 63 versucht der britische Staatsbürger Richard Reid die auf dem Weg nach Miami befindliche Maschine zwei Stunden nach dem Start vom Pariser Flughafen in die Luft zu sprengen. Er wird von Flugbegleiterinnen und Passagieren überwältigt.

### 2002
- 5. Januar 2002: Britische Behörden vereiteln einen Terroranschlag auf die Londoner U-Bahn. Laut Polizei planten die Terroristen auch, die biologische Waffe Rizin einzusetzen.[53][54]
- 23. Januar 2002: In Pakistan wird der US-Journalist Daniel Pearl entführt und etwa sechs Tage später ermordet.
- 17. März 2002: Anschlag mit Handgranaten auf eine Kirche in Islamabad (Pakistan), fünf Tote.
- 11. April 2002: Bombenanschlag auf die al-Ghriba-Synagoge in Djerba (Tunesien), 19 Tote, darunter 14 Deutsche.
- 8. Mai 2002: Bei einem Attentat auf Ingenieure aus Frankreich sterben in Karatschi (Pakistan) 14 Menschen.
- 14. Mai 2002: Nach einem Anschlag auf einen Touristenbus im indischen Kaluchak in der Kaschmirregion verüben mehrere Mitglieder der Laschkar e-Taiba ein Massaker in einer Wohnsiedlung, 31 Tote.[55][56]
- 14. Juni 2002: Bei einem Autobombenanschlag vor dem US-Konsulat in Karatschi sterben zwölf Menschen.
- 5. September 2002: Bei einem Autobombenanschlag in Kabul (Afghanistan) sterben 26 Menschen; der afghanische Präsident Karsai überlebt knapp.
- 2. Oktober 2002: Bei einer Anschlagsserie in Zamboanga City auf den Philippinen werden elf Menschen getötet und 180 verletzt. Ausgeführt von der Abu Sajaf.
- 6. Oktober 2002: Bei einem Angriff auf den französischen Öltanker Limburg in Jemen stirbt ein Mensch.
- 12. Oktober 2002: Bei den Bombenanschlägen gegen Diskotheken in Bali (Indonesien) sterben 202 Menschen, hauptsächlich Touristen, die meisten davon Australier.
- 28. Oktober 2002: In Amman (Jordanien) wird ein amerikanischer Entwicklungshelfer erschossen.
- 28. November 2002: Anschläge auf israelische Touristen im kenianischen Mombasa. Bei einem Autobombenanschlag auf ein Hotel werden 16 Menschen getötet und mindestens 40 verletzt. Gleichzeitig versuchen mehrere Männer ein israelisches Passagierflugzeug mit Strela-2-Raketen abzuschießen.[57] In einem Brief im Jahr 2004 lobte Osama bin Laden die Einfachheit des Anschlags.[58]
- 21. Dezember 2002: Anschlag auf eine Bahnstrecke im indischen Kurnool, 20 Tote, 80 Verletzte. Ausgeführt von Laschkar e-Taiba
- 30. Dezember 2002: In Dschibla (Jemen) werden drei amerikanische Ärzte erschossen.

### 2003
- 5. März 2003: Bombenanschlag auf den Davao City Airport mit 21 Toten und 148 Verletzten.
- 12. Mai 2003: Bei einem Anschlag auf ein Wohnquartier von Ausländern in Riad (Saudi-Arabien) starben 35 Menschen.
- 14. Mai 2003: Bei einem Anschlag in einem Gerichtsgebäude im Jemen starben vier Menschen.
- 16. Mai 2003: Bei fünf Anschlägen auf ausländische und jüdische Einrichtungen in Marokko starben neben den Attentätern weitere 32 Menschen.
- 7. Juni 2003: Bei einem Anschlag auf einen Bus der deutschen Bundeswehr starben in Afghanistan vier deutsche Soldaten.
- 5. August 2003: Vor einem Hotel in Jakarta starben zwölf Menschen durch einen Anschlag.
- 7. August 2003: Bombenanschlag mit einem Lastwagen auf die Jordanische Botschaft in Bagdad, 17 Tote und 40 Verletzte.
- 19. August 2003: Bei einem Selbstmordanschlag auf das UNO-Hauptquartier in Bagdad werden 22 Menschen getötet und 100 verletzt.[59][60][61]
- 29. August 2003: Bei einem Autobombenanschlag auf die schiitische Imam-Ali-Moschee werden mehr als 125 Menschen getötet und über 500 verletzt.
- 8. November 2003: Bei einem Anschlag auf ein Wohnquartier von Ausländern in Saudi-Arabien starben 18 Menschen.
- 12. November 2003: Bei einem Anschlag auf italienische Soldaten in Nasiriya werden 28 Menschen getötet, darunter 17 italienische Soldaten, ferner 103 Verletzte.[62]
- 15. November und 20. November 2003: Bei insgesamt vier Anschlägen in Istanbul, von denen jeweils zwei zeitgleich erfolgen, sterben insgesamt 57 Menschen und über 700 werden verletzt. Ziele waren Synagogen sowie britische Einrichtungen.

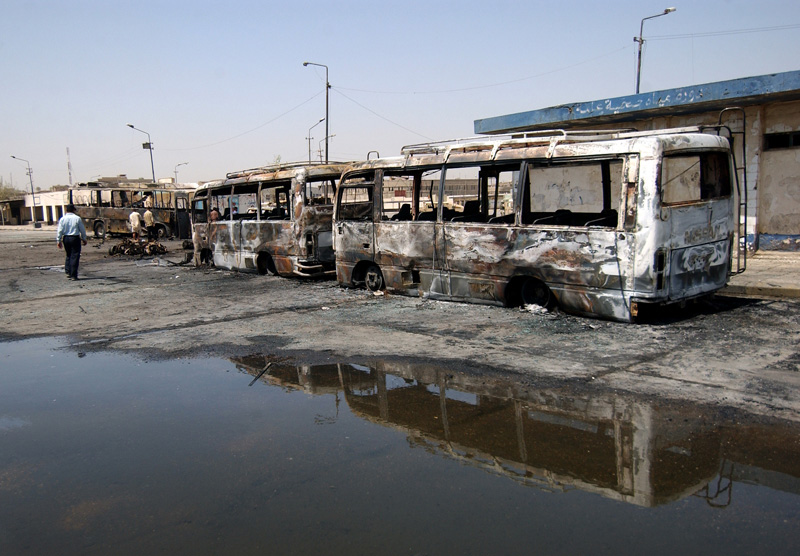
Die höchsten zivilen Opferzahlen forderten die von der Bewegung verübten Anschläge im Irak

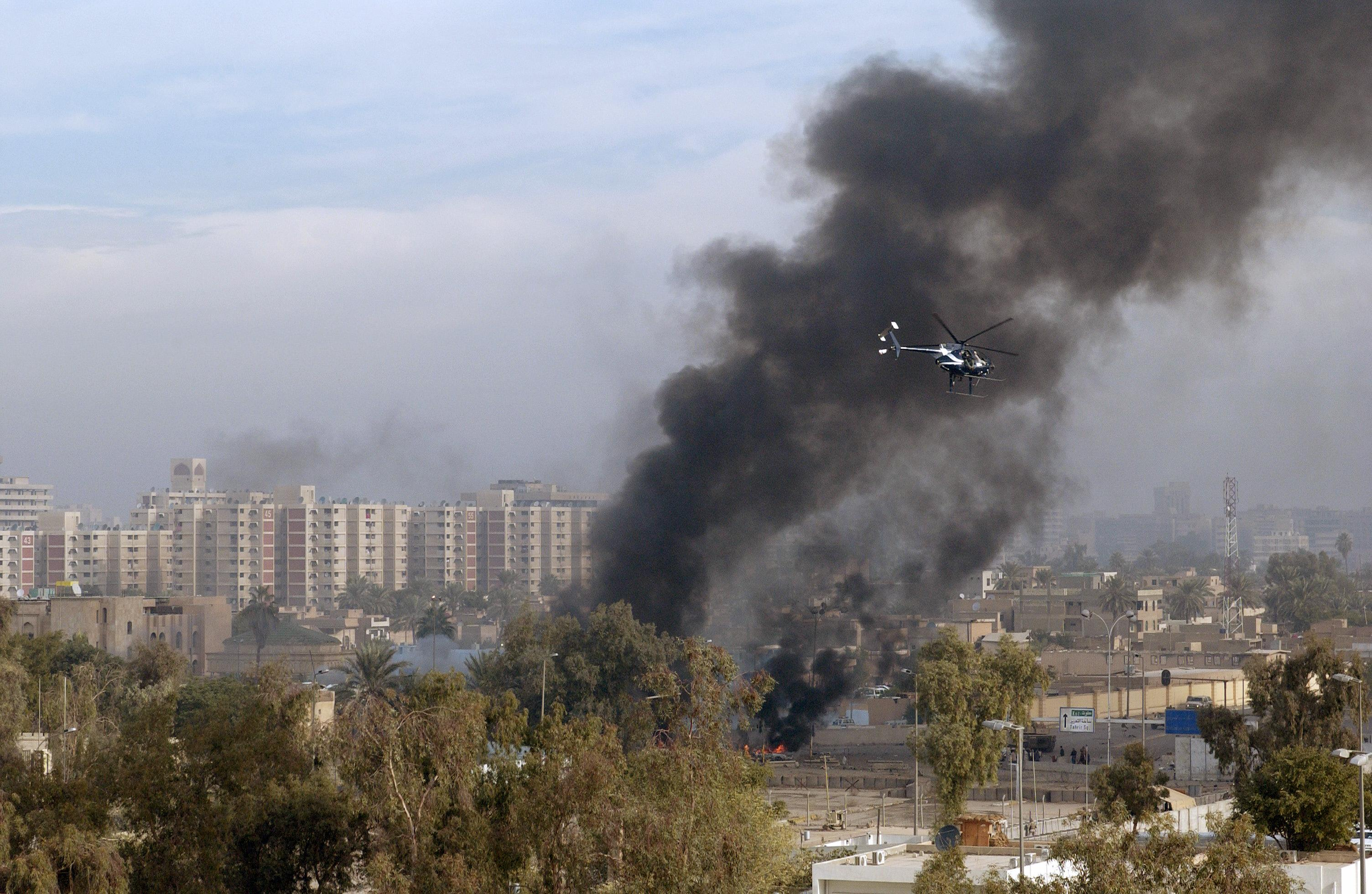
Anschlagsserie in Bagdad am 4. Dezember 2004

### 2004
- 2. Februar 2004: Im nordirakischen Erbil wird bei zwei Selbstmordanschlägen auf eine Veranstaltung ein bedeutender Teil der kurdischen Politführung sowie zahlreiche Besucher getötet. Der Anschlag galt der Kurdischen Demokratischen Partei und der Patriotischen Union Kurdistans, welche nach dem Ende des Saddam Hussein Regimes gerade eine stark ausgeprägte Selbstverwaltung übernahmen. Insgesamt werden 117 Menschen getötet und 133 verletzt.
- 27. Februar 2004: Anschlag auf die SuperFerry 14; in der Bucht von Manila wird durch einen Bombenanschlag die philippinische Fähre SuperFerry 14 mit 900 Passagieren an Bord versenkt. Es gab 116 Tote. Ausgeführt wurde der Anschlag von der Abu Sajaf.[63]
- 2. März 2004: Während des schiitischen Aschura-Festes werden in einem international geplanten Terroranschlag in Kerbela und Bagdad 178 Menschen ermordet und über 500 verletzt. Dieser verheerende Anschlag an diesem für die Schiiten so empfindlichen Tag noch dazu ausgerechnet in Kerbela wird als einer der Hauptgründe für die spätere Eskalation der Gewalt zwischen den Bevölkerungsgruppen im Irak gesehen.
- 11. März 2004: Bei Anschlägen auf vollbesetzte Pendlerzüge in Madrid sterben 191 Menschen. 2051 werden verletzt. Drei Bomben werden entschärft. Eine davon hätte über genug Sprengkraft verfügt, um den Madrider Hauptbahnhof Atocha komplett zu zerstören.
- 13. Mai 2004: Bei Anschlägen in Kerbala und Najaf werden 67 Menschen getötet und 100 verletzt.[64]
- 18. Juni 2004: In Bagdad werden bei einem Anschlag auf ein Rekrutierungsbüro der irakischen Armee 35 Zivilisten getötet und 145 verletzt.[65]
- 24. Juni 2004: Bei einem Anschlag auf US-Soldaten, die Süßigkeiten an irakische Kinder verteilen, werden 41 Menschen (darunter 35 Kinder) getötet und 141 (darunter viele US-Soldaten) verletzt.[66][67]
- 14. September 2004: Bei einem Anschlag auf das Polizeihauptquartier in Bagdad werden 47 Menschen getötet und 114 verletzt.[68]
- 7. Oktober 2004: In Taba und Ra's Schaitan (Moon Island Village) wurden 34 Menschen ermordet.

### 2005
- 7. Juli 2005: Anschläge auf Londoner U-Bahn-Stationen und Busse. Es wurden mindestens 56 Menschen getötet und mindestens 700 weitere verletzt. Ob eine Verbindung der in England lebenden Attentäter zu al-Qaida bestand, ist bis heute ungeklärt.[69]
- 16. Juli 2005: Ein Selbstmordattentäter zündet in Mussayyib im Irak auf einem menschenbefüllten Markt seine Sprengstoffweste, direkt neben einem Gastanklastwagen. 100 Menschen sterben und 150 weitere werden verletzt.[70]
- 23. Juli 2005: Drei Anschläge in Scharm El-Scheich in Ägypten ab 01:15 Uhr. Mindestens 88 Menschen starben bei einer Explosion einer Autobombe. Unter den Opfern befinden sich hauptsächlich Touristen, da die Autobombe in einem Hotel explodiert. Im März 2011 tauchte im Internet ein Memo auf, das sich so lesen lässt, dass die Anschläge nicht von der zuvor unbekannten Abspaltung von al-Qaida verübt wurden, die sich zu den Anschlägen bekannt hatte, sondern von einer „geheimen politischen Abteilung“ des ägyptischen Innenministeriums. Ob dieses Memo echt ist, konnte bislang jedoch nicht geklärt werden.[71]
- 19. August 2005: Die Abdallah-Azzam-Brigaden übernehmen die Verantwortung für die Raketenangriffe auf US-Kriegsschiffe und die israelische Stadt Eilat.
- 28. August 2005: Im Süden der Philippinen kommt es zu einem Bombenattentat auf eine Personenfähre, bei dem mindestens 30 Personen verletzt werden. Die Behörden gehen davon aus, dass die al-Qaida nahestehende Abu-Sayyaf-Gruppe hinter dem Anschlag steht.
- 14. September 2005: Bei einem Anschlag auf Arbeitssuchende in Bagdad werden 160 Menschen getötet und 570 verletzt. Ziel waren laut al-Qaida Schiiten.
- 1. Oktober 2005: Anschlag von Bali 2005. Auf Bali sterben bei einem Bombenanschlag 23 Menschen, 129 werden verletzt.
- 29. Oktober 2005: Bombenanschläge in Delhi; bei drei Anschlägen werden im indischen Delhi 62 Menschen getötet und 210 verletzt. Ausgeführt wurden diese von der Laschkar e-Taiba.[72]
- 2. November 2005: In Bagdad werden bei zwei Autobombenanschlägen 74 Menschen getötet und über 100 verletzt.
- 9. November 2005: Explosionsserie in drei jordanischen Luxushotels mit ca. 67 Toten und rund 300 Verletzten.

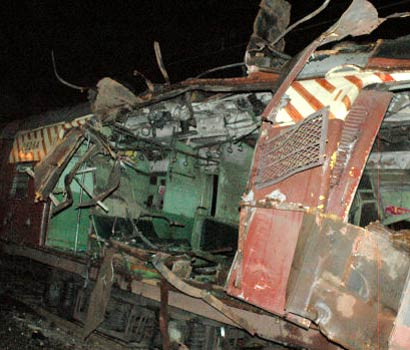
Ein zerstörter Zug in Mumbai nach den Bombenanschlägen 2006

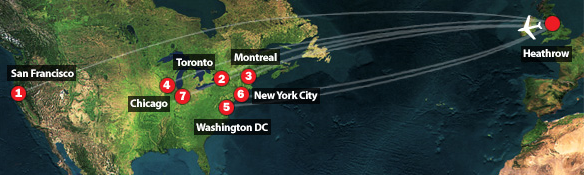
Zielflüge für die geplanten Anschläge am 10. August 2006

### 2006
- 24. April 2006: Anschlag gegen Touristen im ägyptischen Dahab. 23 Tote und etwa 80 Verletzte.[73]
- 7. Juli 2006: In New York wird eine Gruppe von al-Qaida verhaftet, die vorhatte, die Verkehrstunnel unter dem Hudson River zu sprengen und so zu überfluten. Dieser Plan kippte allerdings bereits innerhalb der Terrorzelle, da sich die Tunnel im Hartgestein befindet und der Anschlag als unmöglich gilt, sodass die Wahl anderer Ziele als wahrscheinlicher angesehen wurde.[74]
- 11. Juli 2006: Bei einer synchron ablaufenden Terrorwelle im indischen Mumbai werden nach offiziellen Angaben 209 Fahrgäste der Mumbaier Nahverkehrszüge getötet und 714 verletzt.[75]
- 31. Juli 2006: Versuchte Bombenanschläge vom 31. Juli 2006; ein Terroranschlag auf zwei Züge in Köln scheitert aufgrund eines technischen Defektes der beiden Kofferbomben.
- 10. August 2006: Vereitelte Anschläge auf transatlantische Linienflüge; ein Terroranschlag auf transatlantische Linienflüge wird von der britischen Polizei vereitelt. Der Plan der 25 Islamisten war es, sieben vollbesetzte große Linienmaschinen mit im Handgepäck verstecktem flüssigen Sprengstoff über dem Atlantik zu sprengen, so die etwa 3200 Passagiere zu töten und somit die Terroranschläge am 11. September 2001 zu übertreffen.

### 2007
- 18. April 2007: In Bagdad werden bei einer verheerenden Anschlagserie etwa 200 Menschen getötet, darunter 140 auf dem al-Sadiya Markt. 251 werden verletzt.[76]
- 18. Februar 2007: Bei einem Anschlag auf den indisch-pakistanischen Samijhauta Express werden 68 Menschen getötet und 50 verletzt. Verdächtigt werden Laschkar e-Taiba und Jaish-e Mohammed.
- 29. Mai 2007: In Bagdad werden bei einem Terroranschlag 82 Menschen getötet und 138 verletzt.[77]
- 2. Juli 2007: Im Jemen werden bei einem Anschlag auf spanische Touristen 10 Menschen getötet.
- 29.–30. Juni 2007: Terroranschläge im Vereinigten Königreich im Sommer 2007. Vereitelte Autobombenanschläge in London und gescheiterter Anschlag auf den Flughafen Glasgow.
- 26. Juli 2007: In Bagdad werden bei mehreren Bombenanschlägen und Raketenangriffen 92 Menschen getötet und 127 verletzt.[78]

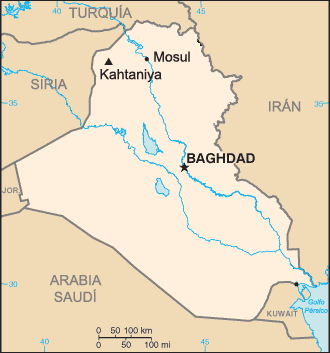
Der Anschlag von Sindschar war der Opferreichste in der irakischen Geschichte

- 14. August 2007: Anschlag von Sindschar. Bei einem Anschlag auf die jesidisch gläubige Minderheit im Nordirak wurden in den beiden Dörfern Qahtaniya und Jazeera 796 Menschen getötet und 1562 verletzt. Nach mehreren vorhergegangenen Massakern an Jesiden war die Region von Mangel an Lebensmittel und medizinischer Versorgung betroffen. Daraufhin versprachen die Regionalverwaltung und die Amerikaner, Lebensmitteltransporter zu schicken. Dies nutzen die Terroristen für einen Anschlag, bei dem ein Selbstmordattentäter einen als Lebensmitteltransporter getarnten, jedoch mit mehreren Tonnen Sprengstoff beladenen Laster in das Dorf fuhr und in der wegen erwarteter Hilfspakete angesammelten Menge in die Luft sprengte. Als Rettungskräfte ankamen wurden auf diese und in dem nahen Jazeera weitere Anschläge verübt. Als Drahtzieher der Anschläge gilt der wenige Monate später durch einen amerikanischen Luftangriff getötete al-Qaida-Führer Abu Mohammad al-Afri.[79]
- 25. August 2007: Bei zwei Bombenanschlägen im indischen Hyderabad werden 42 Menschen getötet und 54 verletzt.
- 4. September 2007: In Deutschland wird ein Terroranschlag mit 700 Kilo Sprengstoff vereitelt. Anschlagsziele waren der Flughafen Frankfurt Main, der Luftwaffenstützpunkt Ramstein sowie mehrere Diskotheken und Bars. Die drei Hauptverdächtigen wurden in Oberschledorn in Medebach verhaftet. Bei dem Anschlag hätten vermutlich hunderte Menschen ihr Leben verloren.
- 6. November 2007: Bei einem Anschlag auf eine Delegation afghanischer Parlamentarier während eines Besuchs in einer Zuckerfabrik in Baghlan werden über 100 Menschen getötet, darunter dutzende afghanische Politiker und 59 Schulkinder.[80]
- 11. Dezember 2007: Anschlag auf UNO-Gebäude in Algier mit 60 Toten, verübt von al-Qaida im Maghreb[81]
- 27. Dezember 2007: Attentat auf die pakistanische Oppositionsführerin Benazir Bhutto. Dass al-Qaida die Verantwortung trägt, wurde unmittelbar nach dem Anschlag von Seiten der pakistanischen Regierung unter Pervez Musharraf behauptet. Vertreter von al-Qaida weisen das von sich. Oppositionspolitiker, auch Vertreter der Pakistanischen Volkspartei der Bhutto vorstand, vermuten das Militär bzw. den Geheimdienst hinter dem Mord.[82]

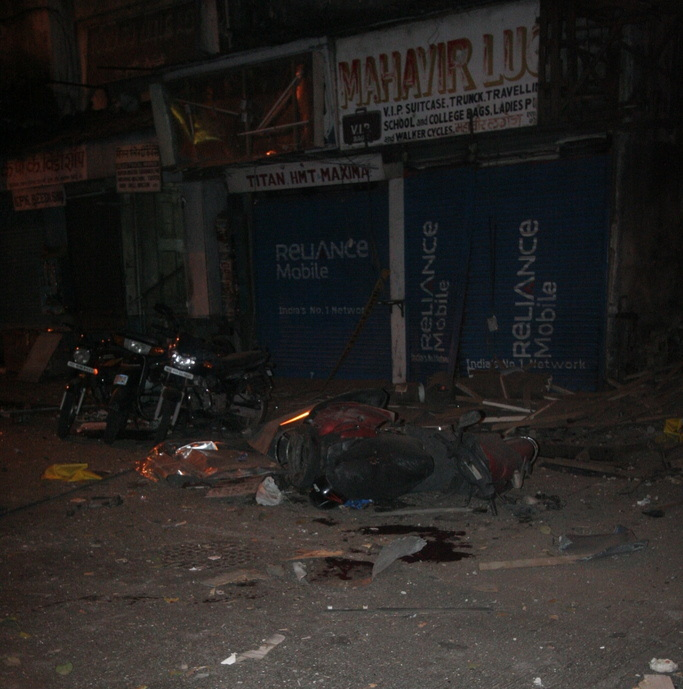
Einer der Tatorte in Mumbai nach den Angriffen vom 26.–29. November 2008

### 2008
- 17. Februar 2008: Bei den offiziell schwersten Terroranschlägen in Afghanistan seit 2001 werden über 100 Menschen getötet.[83]
- 13. Mai 2008: In Jaipur werden bei Anschlägen 80 Menschen getötet und 216 verletzt.[84] Verübt wurden die Anschläge von Harkat-ul-Jihad-al-Islami oder Indian Mujahideen.
- 26. Juli 2008: Durch über 20 Bombenexplosionen im indischen Ahmedabad werden 56 Menschen getötet und 200 verletzt. Verübt wurden die Anschläge von Harkat-ul-Jihad-al-Islami.
- 17. September 2008: Simultane Anschläge auf die US-Botschaft im Jemen; dabei gab es 19 Tote und 16 Verletzte.[85]
- 20. September 2008: Bombenanschlag auf das Marriott-Hotel in Islamabad; es sterben 54 Menschen; 266 werden verletzt.
- 26. bis 29. November 2008: Anschläge am 26. November 2008 in Mumbai; bei einer Serie von Bombenanschlägen, Massakern, Geiselnahmen und Gefechten werden in der indischen Millionenmetropole Mumbai 174 Menschen getötet und 239 verletzt. Insgesamt detonierten 17 Bomben. Die Täter eröffneten mehrmals das Feuer auf Menschenmengen und töteten Geiseln allein wegen ihrer Religionszugehörigkeit. Unter den Toten befanden sich auch 18 indische Polizisten und 28 ausländische Staatsangehörige. Erst drei Tage nach Beginn der Angriffe erklärt die Polizei den letzten Tatort als gesichert.

### 2009
- 23. April 2009: Im irakischen Muqdadiyah werden bei zwei Selbstmordanschlägen 76 Menschen getötet und 103 verletzt, hauptsächlich iranische Staatsbürger.[86]
- 18. Juni 2009: Im somalischen Beledweyne werden bei einem Anschlag 35 Menschen getötet, darunter auch der somalische Sicherheitsminister, der Botschafter bei der Afrikanischen Union sowie zahlreiche Diplomaten. Verantwortung für den Anschlag übernahm die al-Schabaab.
- 19. August 2009: Bei mehreren Terroranschlägen zum Jahrestag des Bombenanschlags auf das UN-Gebäude in Bagdad 2003 verlieren in der irakischen Hauptstadt 101 Menschen ihr Leben, 563 werden verletzt.[87]
- 25. Oktober 2009: In Bagdad starben bei Anschlägen 155 Menschen, 500 werden verletzt.[88]
- 28. Oktober 2009: Bei einem Angriff auf ein UN-Gebäude in Kabul werden 11 Menschen getötet.
- 5. November 2009: In Fort Hood, USA, werden 13 Menschen erschossen und 32 verletzt. Nidal Malik Hasan hatte direkten Kontakt zu al-Qaida.[89]
- 3. Dezember 2009: Bei einem Anschlag auf ein Hotel in Mogadischu werden 17 Menschen getötet, darunter drei Minister der somalischen UNO-Übergangsregierung. Diese verdächtigt die al-Schabaab.
- 25. Dezember 2009: Detroiter Anschlag; in Detroit, USA, versucht ein 23-jähriger Nigerianer ein Passagierflugzeug am Weihnachtsmorgen über einem Wohngebiet in die Luft zu sprengen. Er wird von Passagieren und der Besatzung überwältigt.
- 30. Dezember 2009: Selbstmordanschlag auf das Camp Chapman; ein Doppelagent, der jordanische Arzt Homam Khaleel Mohammad Abu Malla, sprengt sich auf dem Gelände der Militärbasis nahe Chost in die Luft, das Attentat fordert insgesamt sieben Todesopfer, u. a. die Leiterin der Basis, Jennifer Lynne Matthews.

### 2010
- 23. bis 24. April 2010: In Bagdad sterben bei mehreren Terroranschlägen mindestens 85 Menschen; 145 werden verletzt.
- 1. Mai 2010: Versuchter Anschlag am Times Square; versuchter Autobombenanschlag in New York mit Verbindungen zu den pakistanischen Taliban.
- 10. Mai 2010: Bei einer landesweiten Terrorwelle im Irak werden über 100 Menschen getötet und mindestens 350 verletzt.[90]
- 28. Mai 2010: In Lahore werden bei zwei Anschlägen auf Moscheen der Ahmadiyya Muslim Jamaat in Pakistan mindestens 98 Menschen getötet und 120 verletzt.[91]
- 11. Juli 2010: Während des Finales der Fußball-Weltmeisterschaft sterben in der ugandischen Hauptstadt Kampala 74 Menschen bei zwei Bombenanschlägen. Kurz darauf bekennt sich die al-Schabaab zu den Anschlägen.
- 24. November 2010: In der Schiitenregion Nordjemens werden 23 Menschen getötet.[92]

### 2015
- 7. Januar: Anschlag auf Charlie Hebdo durch die Brüder Chérif und Saïd Kouachi, bei dem zwölf Personen getötet wurden.

Insgesamt wurden von der al-Qaida-Bewegung mindestens ca. 5000 westliche Zivilisten getötet. Laut Bundeskriminalamt wurden 70.000 Kämpfer in al-Qaida-Lagern ausgebildet.
Die arabischen Opfer im Irak und dessen Nachbarländern, die bei al-Qaidas angeblichem Kampf gegen die USA getötet werden, sind allerdings meist nicht Teil der Statistiken. Inzwischen wird vermutet, dass die Zahl der Opfer in den arabischen Ländern um ein Vielfaches höher liegt als in Europa oder Amerika.

## Al-Qaida nach dem Arabischen Frühling
Nach den Umstürzen und Unruhen in diversen arabischen Ländern ab Jahresende 2010/Jahresbeginn 2011 veränderte sich die Struktur von al-Qaida grundlegend. Al-Qaida-Regionalfilialen, etwa al-Qaida im Islamischen Maghreb, nutzten die Revolutionswirren und versorgten sich aus unbewachten Waffendepots wie sie auch die teils recht unbewachten Grenzen, etwa zwischen Algerien und Tunesien oder zwischen Tunesien und Libyen, und den dadurch neu gewonnenen Bewegungsspielraum nutzten.
Zudem entstanden diverse islamistische Gruppierungen und Netzwerke, die keinen, oder teils auch keinen offenen, organisatorischen Bezug zu al-Qaida vorwiesen und die sich oft den Namen Ansar al-Scharia (Unterstützer der Scharia) gaben. Das Spektrum der Gruppierungen war nun deutlich breiter als zuvor, was wiederum zu vielerlei Diskussionen über Taktiken und Ausrichtungen der Bewegung führte. Zum einen wurde darüber diskutiert, ob und wenn ja, in welcher Form, man sich an parlamentarischen Prozessen beteiligen soll. Zum anderen wurde erkennbar, etwa in Äußerungen von Muhammad al-Zawahiri, Bruder des al-Qaida-Führers Aiman al-Zawahiri, dass die islamistische Bewegung nun den Zeitpunkt für gekommen sah, sich um die Errichtung islamischer Staaten und Gesellschaften zu kümmern, anstatt sich allzu stark auf den „fernen Feind“ (westliche Staaten) zu konzentrieren. Einige Gruppierungen, wie Ansar al-Scharia in Tunesien, wollten dazu zunächst den Rückhalt der Bevölkerung gewinnen; andere, eher an al-Qaida orientierte Milizen, sahen weiterhin den bewaffneten Kampf als vorrangiges und jederzeit richtiges Mittel zur Erreichung ihrer Ziele an. Neue Impulse erfuhr die islamistische Bewegung dann vor allem durch den Krieg in Syrien, der immer mehr Attraktivität für nicht-syrische Islamisten gewann.
Al-Qaida war an der Gründung der Terrormiliz Islamischer Staat (IS) beteiligt, der von 2004 bis 2013 ein Teil von al-Qaida war. Während es dem IS gelang, große Gebiete in Syrien und dem Irak einzunehmen, verlor al-Qaida in den 2010er Jahren an Bedeutung. Al-Qaida-Chef Ayman al-Zawahiri warf in einer Audiobotschaft dem IS-Chef Abu Bakr al-Baghdadi Verleumdung vor, da dieser Lügen über al-Qaida verbreitet hätte und behauptete, diese würde die Tyrannei nicht anprangern. Zudem sei es falsch, dass Zawahiri Anschläge auf Schiiten abgelehnt habe. Vielmehr habe er seine Kämpfer im Irak angewiesen, statt mit Anschlägen auf Märkte oder Moscheen Zivilisten zu töten, gegen die vornehmlich schiitischen Sicherheitskräfte im Irak sowie gegen schiitische Milizen zu kämpfen. Zawahiri zeigte sich jedoch auch offen für eine Debatte über Strategien im Dschihad und erklärte, er müsse auf Rat hören.
Nach der Wiedererrichtung des Islamischen Emirats Afghanistan durch die Taliban, ging diese mit der Al-Qaida eine enge Zusammenarbeit ein; die Al-Qaida nahm nach Informationen der Vereinten Nationen (UNO) im Emirat Beamtenstellen in Strafverfolgungs- und Verwaltungsbehörden ein und darf im gesamten Land nicht öffentlich sichtbare Büros bzw. Stellen unterhalten. Al-Qaida operiert laut der UNO seit der Machtübernahme der Taliban größtenteils verdeckt in Afghanistan. In den Provinzen Kunar und Nuristan wurden zudem Ausbildungszentren der Al-Qaida errichtet. Der Taliban-Sprecher Sabihullah Mudschahid wies den UNO-Bericht als unwahr zurück. Al-Qaida habe keine Präsenz in Afghanistan und die Taliban würden niemanden erlauben, afghanischen Boden gegen die Sicherheit eines anderen Landes zu nutzen.
Trotz der dogmatischen Differenzen mit der Hamas rief Al-Qaida nach deren Terrorangriff auf Israel 2023 zur Unterstützung der Hamas sowie zum „Jihad“ gegen Israel und Menschen jüdischen Glaubens auf.

## Regionale Ausprägungen
- al-Qaida im Irak
- al-Qaida im Jemen
- al-Qaida im Maghreb